# Estilo FM Litoral
Estilo FM Litoral é uma emissora de rádio brasileira com sede em Cubatão, município do estado de São Paulo. Opera no dial FM, na frequência 93.3 MHz, de propriedade da Rede Mundial de Comunicações. A operação da estação foi iniciada no final de 2010, quando estava na frequência 102.9 MHz.

## História
A estação entrou no ar no final de dezembro de 2010, em testes na frequência 102.9 MHz, abrigando a última passagem da Scalla FM na região metropolitana de São Paulo, cobrindo parte da capital paulista e a Baixada Santista. Desde então, existia um pedido junto à Anatel para levar os transmissores para a Serra de Paranapiacaba, fazendo com que a 102.9 MHz cobrisse as duas regiões. Naquele momento, a emissora estava operando próxima ao local de onde também opera os equipamentos da Rádio Bandeirantes, na Rodovia dos Imigrantes. A transmissão definitiva da Scalla FM iniciou-se em março de 2011, quando passou a ser instalada na Serra do Mar.
Durante a transmissão nesta frequência, a Scalla FM passou a adotar uma grade de programação no estilo adulto-contemporâneo. No segundo semestre de 2011, a 102.9 MHz deixou de ser sintonizada em São Paulo e ficou restrita ao litoral, saindo do ar no começo de 2012. Em 20 de abril, a Scalla FM voltou a ser captada em São Paulo, com programação de música instrumental. Naquele momento, a Rede Mundial/CBS já estava com a Iguatemi Prime FM, projeto voltado para o gênero adulto-contemporâneo. Apesar do retorno, a estação voltou a apresentar instabilidades.
Em agosto de 2012, a 102.9 MHz volta a ter sintonia restrita ao litoral e deixa de transmitir a Scalla FM, passando a repetir a programação da Super Rádio Tupi de São Paulo. A frequência passou a ser a nova FM da emissora que estava prestes a sair da 97.3 MHz de Atibaia. Em dezembro, a Tupi deixa a frequência, retornando a transmissão da Scalla FM para o litoral. Em outubro de 2013, a Super Rádio Tupi voltou a ser sintonizada na 102.9 MHz em substituição à Scalla FM, voltando a ter alcance na Grande São Paulo.
Em março de 2014, a 102.9 MHz já não era mais captada em São Paulo e passou a repetir a programação da Kiss FM, emissora de programação do gênero rock ligada à Rede Mundial. A mudança foi promovida em razão da saída da Kiss FM da frequência 103.7 MHz (também de Cubatão) para a estreia da Iguatemi Prime FM. Esta operação durou até novembro de 2016, quando entrou no ar a Mais FM, uma emissora popular. A nova emissora entrou no ar após um relançamento das emissoras da Baixada Santista ligadas à Rede Mundial, onde a Kiss FM continuou a ser sintonizada a partir das emissoras de Bertioga e Praia Grande. A Mais FM permaneceu no ar até setembro de 2017, quando a Kiss FM retornou suas operações na frequência.
Em 26 de dezembro de 2020, a rádio deixou de transmitir a Kiss FM mais uma vez, com isso 102.9 FM passou a exibir a Estilo FM, no formato música pop. Em 12 de outubro de 2021, a emissora deixou de transmitir a Estilo FM e assumiu uma programação em formato de expectativa para a News FM e atuando de forma simultânea com a 93.3 MHz de São Vicente, frequência de onde a nova emissora iniciou suas transmissões experimentais. Mesmo sem ter um lançamento oficial durante a sua trajetória, a News FM tinha em sua programação boletins de notícias e programação musical no formato adulto-contemporâneo, além de ter transmissões esportivas esporádicas. A News FM teve suas operações encerradas em julho de 2022, quando o projeto foi substituído em ambas as frequências, respectivamente, pela Estilo FM (em 93.3 MHz) e pela Mais FM nos 102.9 MHz (em sua segunda passagem).
Em novembro de 2022, após ajuste técnico concedido pela ANATEL, as operações das frequências de Cubatão e São Vicente foram invertidas e a outorga de Cubatão passou a funcionar nos 93.3 MHz, herdando a programação da Estilo FM Litoral. O aporte técnico fez a estação funcionar a partir de São Bernardo do Campo, provocando a retomada de suas operações na Grande São Paulo.